# Brīvības iela (Ryga)

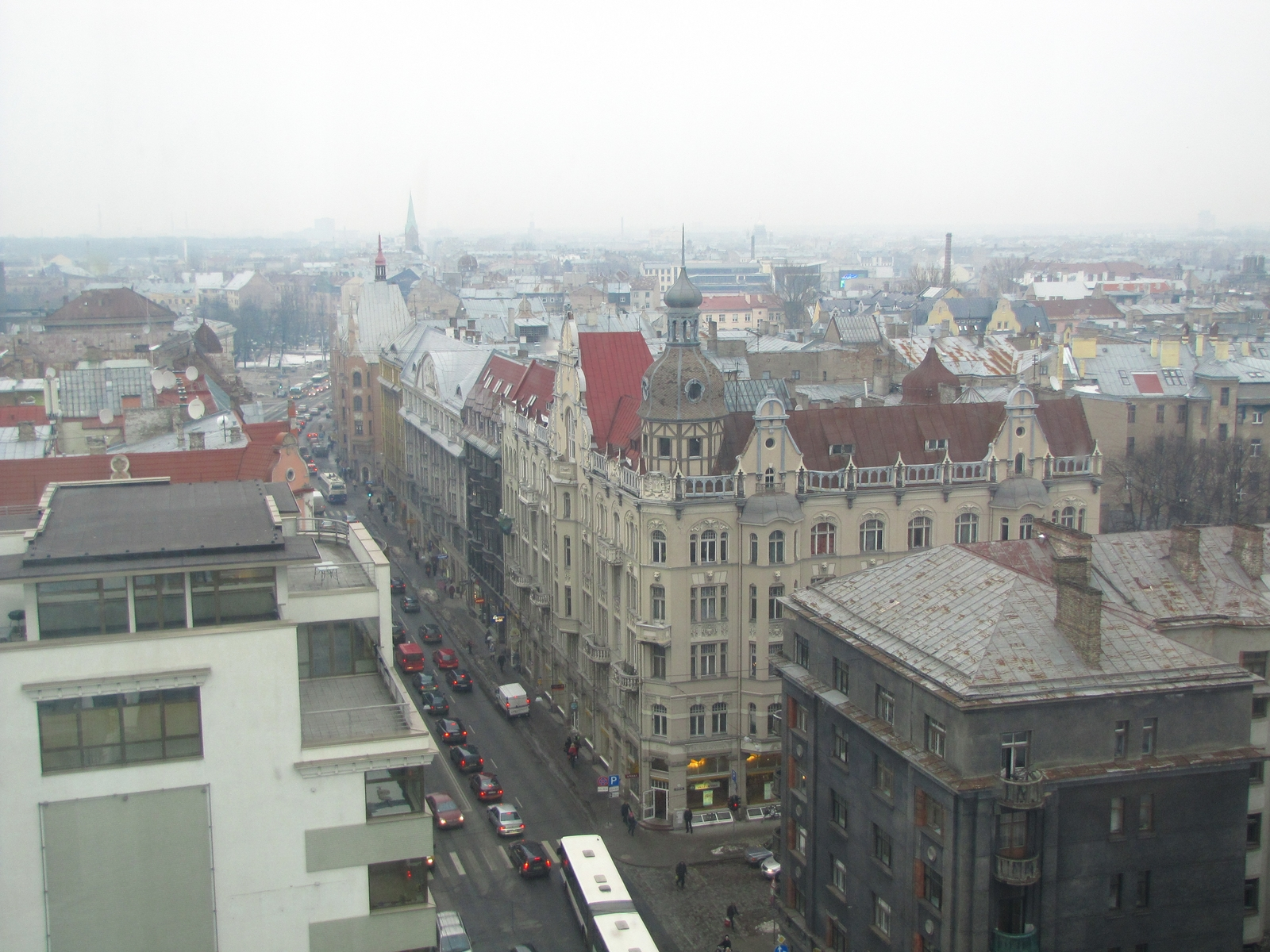

Brīvības iela (ulica Wolności) – centralna ulica Rygi, stolicy Łotwy. Jej łączna długość ulicy wynosi ponad 12 kilometrów. Składa się z trzech odcinków: Brīvības bulvaris, Bulwaru Wolności, który rozpoczyna się na granicy Starego Miasta i ma długość 572 metrów, właściwej ulicy o długości 3049 metrów począwszy od Elizabetes iela, oraz część peryferyjną, Brīvības gatve. Cały szlak ciągnie się od Starego Miasta przez całą prawobrzeżną część Rygi niemal do granicy miasta.

## Historia
Pojawienie dzisiejszej ulicy i jej ukształtowanie się jako centralnej arterii komunikacyjnej miasta związane jest z rozwojem handlu między Rygą i całą Liwonią a Pskowem. Właśnie w tym kierunku wiódł tzw. wielki szlak piaskowy, poprzednik Brīvības iela. Rozpoczynał się on w rejonie dzisiejszej Smilšu iela (ul. Piaskowej) na Starym Mieście. Już w XII-XIII wieku wjazd do Rygi wiodący tym właśnie szlakiem uważany był za główny wjazd do miasta.
Po wielkim pożarze 1812 r., który zniszczył 782 budynki mieszkalne, magazynowe i targowe, władze Rygi były zmuszone zająć się porządkowaniem przedmieść miasta. Przystąpiono do tego w 1815 r. Rozszerzono wówczas obszar esplanady do ówczesnej ul. Jelizawietinskiej i zezwolono na zabudowę terenu położonego za nią. Wytyczono wówczas ulicę na trasie pokrywającej się z głównym odcinkiem dzisiejszej ul. Wolności.

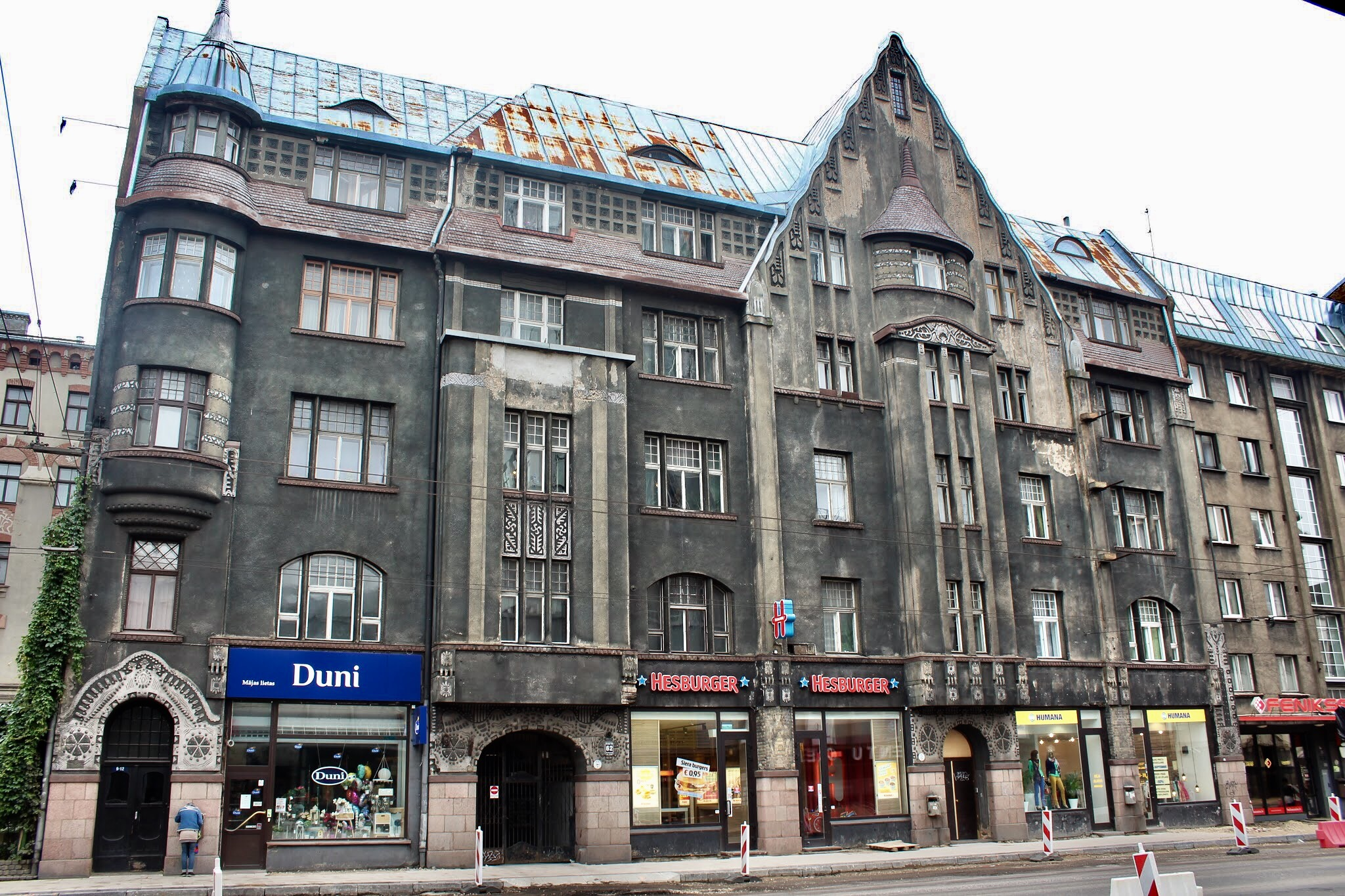
Secesyjna kamienica pod nr 62

W 1818 r. na końcu ulicy ustawiono bramę triumfalną ku czci cara Aleksandra I. Wtedy też samej ulicy nadano nazwę Aleksandrowska. W 1859 r. zniwelowano dawne miejskie wały, przez co ulica Aleksandrowska została przedłużona do kanału miejskiego (dawna fosa zamkowa). W 1861 r. zmieniono nazwę ulicy na Bolszaja Aleksandrowska. W latach 1870–1876 odcinek tej ulicy od kanału miejskiego do ul. Jelizawietinskiej był określany mianem bulwaru Aleksandrowskiego. Na początku XX w. powrócono do nazwy ul. Aleksandrowska na całej długości ulicy. Po uzyskaniu niepodległości przez Łotwę, w 1923 r., ulica Aleksandrowska otrzymała nazwę Brīvības iela, analogicznie przemianowano dawny bulwar Aleksandrowski. Natomiast szosę wyjazdową z miasta nazwano Brīvības gatve w 1935 r. Podczas hitlerowskiej okupacji Łotwy ulica nosiła imię Adolfa Hitlera.
W 1950 r. główna ulica miasta została przemianowana na ul. Lenina. Nazwę tę nadano nie tylko bulwarowi i ulicy Wolności, ale również jej przedłużeniu – Kaļķu iela, biegnącej przez Stare Miasto aż do bulwaru Komsomolskiego (ob. 11 listopada).
Przy skrzyżowaniu z ul. Kirowa (dawnej Jelizawietinskiej, a potem Elizabetes iela) wzniesiono pomnik Włodzimierza Lenina zaprojektowany przez Ernestsa Štālbergsa i odlany z brązu przez V. Ingala i W. Bogolubowa. Pomnik ten został rozebrany w sierpniu 1991 r.
Po odzyskaniu niepodległości przez Łotwę ulicom w Rydze nadano na powrót dawne nazwy.

## Znaczące obiekty

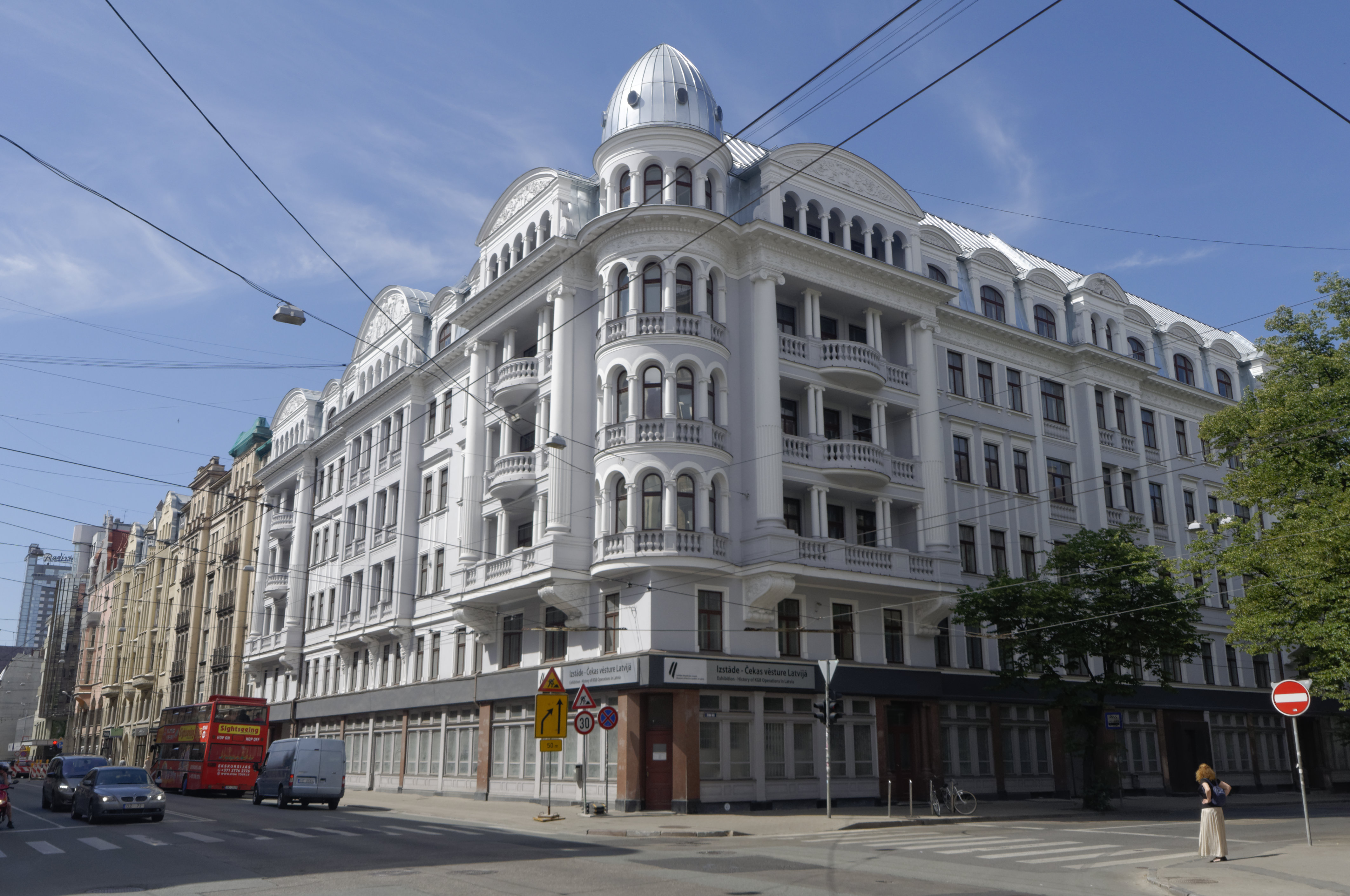
Tzw. Dom na rogu, była siedziba KGB Łotewskiej SRR

Na początkowym odcinku ulicy, przy Bulwarze Wolności, znajdują się Pomnik Wolności oraz prawosławny sobór Narodzenia Pańskiego. Przy ulicy znajdują się liczne przykłady ryskiej architektury secesyjnej, kamienice wzniesione w dwóch pierwszych dziesięcioleciach XX w. Pod numerami 33,47 i 62 znajdują się secesyjne domy zaprojektowane przez łotewskiego architekta Eižensa Laube. Kompleks architektury początku XX w. tworzą kamienice pod numerami 58 (arch. Aleksandrs Vanags), 62, 86 (arch. Reinhold Schmelling) i 72 (arch. Max von Ozmidow). Kamienicę pod nr 99 zaprojektował Michaił Eisenstein.
Pod nr 61 znajduje się dawna siedziba KGB Łotewskiej SRR, tzw. Stūra māja (Dom na rogu). W budynku znajduje się ekspozycja muzealna, część Muzeum Okupacji.
Pod nr 70 położony jest gmach gimnazjum Eduarda i Emmeliny Zalemanów, gdzie w latach 1921–1937 prowadzone były kursy uniwersyteckie. Pod nr 76 znajduje się teatr Dailes wzniesiony w 1976 r. Przy ulicy znajduje się również luterański neogotycki kościół św. Gertrudy oraz klasycystyczna cerkiew prawosławna św. Aleksandra Newskiego.